# Julia Murmann
Julia Murmann, född 10 november 2002 i New Westminster, Kanada, är en volleybollspelare (libero).
Murmann spelar med University of Torontos universitetslag Toronto Varsity Blues samt med Kanadas landslag. Med landslaget har hon deltagit i Volleyball Nations League 2022 och VM 2022.